# Björkan (Envikens socken, Dalarna)
Björkan är en sjö i Falu kommun i Dalarna och ingår i Dalälvens huvudavrinningsområde. Sjön har en area på 0,719 kvadratkilometer och ligger 152,2 meter över havet. Sjön avvattnas av vattendraget Kolningån (Marnäsån).

## Delavrinningsområde
Björkan ingår i det delavrinningsområde (674539-149485) som SMHI kallar för Utloppet av Björkan. Medelhöjden är 200 meter över havet och ytan är 11,86 kvadratkilometer. Räknas de 43 avrinningsområdena uppströms in blir den ackumulerade arean 505,32 kvadratkilometer. Kolningån (Marnäsån) som avvattnar avrinningsområdet har biflödesordning 3, vilket innebär att vattnet flödar genom totalt 3 vattendrag innan det når havet efter 258 kilometer. Avrinningsområdet består mestadels av skog (67 procent) och öppen mark (10 procent). Avrinningsområdet har 0,9 kvadratkilometer vattenytor vilket ger det en sjöprocent på 7,6 procent.